# 2207 Antenor
2207 Antenor eller 1977 QH1 är en trojansk asteroid i Jupiters lagrangepunkt L4. Den upptäcktes 19 augusti 1977 av den rysk-sovjetiske astronomen Nikolaj Tjernych vid Krims astrofysiska observatorium på Krim. Den har fått sitt namn efter Antenor i den grekiska mytologin.
Asteroiden har en diameter på ungefär 97 kilometer.